# Överlåtelse
Överlåtelse är övergång av äganderätt eller befintlig nyttjanderätt från en person till en annan. Överlåtelse kan ske till exempel genom köp, byte eller gåva.